# Rhinocéros de Merck
 (février 2009).
Si vous disposez d'ouvrages ou d'articles de référence ou si vous connaissez des sites web de qualité traitant du thème abordé ici, merci de compléter l'article en donnant les références utiles à sa vérifiabilité et en les liant à la section « Notes et références ».
Dicerorhinus kirchbergensis
Genre
Espèce
Le Rhinocéros de Merck (Dicerorhinus kirchbergensis, Dicerorhinus mercki ou Rhinoceros mercki) est une espèce de rhinocéros éteinte mais bien connue par des dizaines de fossiles du Pléistocène découverts dans une grande partie de l'Eurasie, depuis le Portugal jusqu'à la Chine.

## Paléobiologie
Cette espèce est typique des périodes chaudes dans cette zone, elle émigrait vers le sud aux époques où les glaciers avançaient pour être remplacée par des espèces de climats froids comme le rhinocéros laineux (Cœlodonta antiquitatis). Cet animal appartenait au genre Dicerorhinus, dont ne subsiste plus actuellement que le rhinocéros de Sumatra, en grave danger d'extinction.
Le rhinocéros de Merck habitait dans des écosystèmes boisés où l'eau était abondante, où il se nourrissait de bourgeons et de feuilles. À cet effet, il disposait d'une lèvre en forme de bec rappelant celle du rhinocéros noir africain. Tout comme cet animal, sa spécialisation alimentaire permettait au rhinocéros de Merck de partager son habitat avec un autre rhinocéros, en l'occurrence le rhinocéros des steppes (Dicerorhinus hemitoechus), qui préférait se nourrir d'herbes, comme le fait aujourd'hui en Afrique le rhinocéros blanc.
Cette espèce a été reléguée dans quelques refuges de la Péninsule ibérique il y a quelque 30 000 ans, et elle s'y est éteinte peu après à cause du refroidissement du climat au plus fort de l'époque glaciaire. Il a été chassé à l'occasion par l'homme de Néandertal.

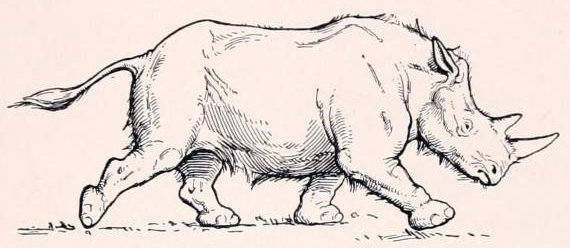
Représentation d'artiste.